# Burdick Peak
Burdick Peak är en bergstopp i Antarktis. Den ligger i Sydshetlandsöarna. Argentina, Chile och Storbritannien gör anspråk på området. Toppen på Burdick Peak är 424 meter över havet.
Terrängen runt Burdick Peak är kuperad åt nordväst, men åt sydost är den bergig. Trakten är glest befolkad. Närmaste befolkade plats är St. Kliment Ohridski Base, 4,8 kilometer väster om Burdick Peak. 